# الانتخابات الرئاسية الأوكرانية 1994
انتخابات الرئاسة الأوكرانية 1994 هي الانتخابات الرئاسية التي جرت في 1994، في أوكرانيا، لانتخاب قائمة رؤساء أوكرانيا، فاز بالانتخابات ليونيد كوتشما.